# Ramalina canalicularis
Ramalina canalicularis är en lavart som först beskrevs av William Nylander och som fick sitt nu gällande namn av Kashiw. 
Ramalina canalicularis ingår i släktet Ramalina och familjen Ramalinaceae. Inga underarter finns listade i Catalogue of Life.

### Fotnoter
1. 1 2  Bisby F.A., Roskov Y.R., Orrell T.M., Nicolson D., Paglinawan L.E., Bailly N., Kirk P.M., Bourgoin T., Baillargeon G., Ouvrard D. (red.) (26 februari 2011). ”Species 2000 & ITIS Catalogue of Life: 2011 Annual Checklist.”. Species 2000: Reading, UK. http://www.catalogueoflife.org/annual-checklist/2011/search/all/key/ramalina+canalicularis/match/1. Läst 24 september 2012.
2. ↑  LIAS: A Global Information System for Lichenized and Non-Lichenized Ascomycetes. Rambold G. (lead editor); for detailed information see http://liaslight.lias.net/About/Impressum.html and http://liasnames.lias.net/About/Impressum.html, 2011-03-09